# Megacyllene falsa
Megacyllene falsa là một loài bọ cánh cứng trong họ Cerambycidae.